# Point Given
Point Given, né le 27 mars 1998 et mort le 11 septembre 2023 à Lexington (Kentucky) est un cheval de course pur-sang américain, élu cheval de l'année aux États-Unis en 2001 et membre du Hall of Fame des courses américaines.  

## Carrière de course
Né en Californie au haras du prince saoudien Ahmed bin Salman, ce grand poulain réputé pour son caractère exécrable débute au mois d'août de ses 2 ans sous la selle du grand jockey japonais Yutaka Take, de passage à Del Mar. Nettement battu à, il est dirigé avec succès vers les courses de groupe, s'imposant dans les Kentucky Cup Juvenile Stakes à Cincinnati. Envoyé à New York pour disputer les Champagne Stakes, l'une des plus prestigieuses courses de 2 ans américaines, il subit la loi d'un poulain qu'il retrouve régulièrement l'année suivante, AP Valentine. Désormais très haut dans la hiérarchie de sa génération, il lui reste à confirmer dans le grand rendez-vous des 2 ans, la Breeders' Cup Juvenile, qui se déroule cette année-là à Churchill Downs, et à prendre sa revanche sur AP Valentine. Mais ce dernier ne figure pas dans l'épreuve où Point Given, nanti du numéro 1 dans les stalles, prend un départ qu'on dira prudent et, se trouvant débordé par la horde des poulains fonçant comme des poulets sans tête pour prendre la meilleure place à la corde, dans une course typiquement américaine. À mi-parcours, il est dernier à quelque dix longueurs de la tête mais commence à enclencher et remonte le peloton, zigzagant dans le trafic, pour finir par échouer du plus court des nez face à Macho Uno. On n'a vu que lui durant cette course, mais il est à nouveau battu. Sa troisième tentative dans un groupe 1 sera la bonne : de retour en Californie, il remporte sans émotion le Hollywood Futurity, devant seulement quatre adversaires. Au moment d'élire le meilleur 2 ans américain, les votants ont la mémoire courte et s'en tiennent au résultat brut : Macho Uno est élu devant Point Given, même si celui-ci ne doit qu'aux circonstances de course d'avoir été battu par celui-là.         
La campagne de 2 ans de Point Given lui vaut d'être le favori pour la Triple Couronne. Décidé à préparer les classiques chez lui en Californie, il fait une rentrée tardive dans les San Felipe Stakes, où il s'impose avec de la marge. Il confirme son leadership chez les poulains californiens, et son statut de favori du Derby, en remportant de toute une classe le Santa Anita Derby, par cinq longueurs et demi. Les planètes semblent donc alignées pour un triomphe annoncé dans le Kentucky Derby, malgré son numéro 17 dans les stalles de départ. Et pourtant il est sèchement battu, ne pouvant qu'accrocher une cinquième place à bonne distance du lauréat Monarchos. Son jockey Gary Stevens attribue cette défaite à une douleur au sabot que le dirt dur comme du béton de Churchill Downs, et le rythme effréné de la course ont rendu d'autant plus sensible. Et il est vrai qu'on n'a pas préparé le terrain : Monarchos est devenu, près de trente ans après le mythique Secretariat, le deuxième cheval à mettre moins de deux minutes pour boucler les 2 000 mètres du Derby.                      
En appel dans les Preakness Stakes, et remis de ses soucis au pied, le pensionnaire de Bob Baffert (entraîneur à la crinière blanche au palmarès aussi long qu'il est entaché de soupçons de dopage), Point Given montre qu'il est bien le numéro 1 de sa génération : il ne perdra plus jamais une course. À Pimlico, il colle plus de deux longueurs à un AP Valentine ressuscité après sa modeste septième place dans le Derby. La semaine suivant sa victoire, on frôle la catastrophe : Point Given se blesse à l’œil et fait un début de coliques. Mis à la diète pour le sauver de cette pathologie souvent mortelle pour les chevaux, le poulain affamé s'échappe de son box en se blessant au dos. Cette mésaventure finalement ne l'affecte pas, au contraire. Dans les Belmont Stakes, Point Given réalise son chef-d’œuvre : une victoire par plus de douze longueurs, soit l'un des plus grands écarts jamais enregistré dans cette course, dont il réalise de surcroit le quatrième chrono de l'histoire. Pour l'anecdote, AP Valentine est encore deuxième. Un succès plus qui n'efface pas les regrets : Point Given est tellement au-dessus de ses contemporains qu'il était plus encore qu'un lauréat en puissance de Triple Couronne.                        
En août, appâté par une allocation élevée à 1,5 million de dollars pour s'assurer de sa présence, et devant une foule record de près de 50 000 personnes, Point Given doit certes s'employer mais finit par vaincre sans discussion. Ensuite, ce sont les Travers Stakes, la grande course d'été des 3 ans, qui se présente à lui. Nouvelle victoire, plus aisée encore, par trois longueurs et demi. On ne reverra plus Point Given, victime d'une blessure au tendon une semaine plus tard. Il se retire avant d'avoir pu affronter les chevaux d'âge dans la Breeders' Cup Classic et notamment Tiznow, le tenant du titre qui fera d'ailleurs le doublé. Naturellement élu 3 ans de l'année, Point Given reçoit également le titre suprême de cheval de l'année, à l'unanimité devant Tiznow.  Moins de dix ans après la fin de sa carrière, il est admis au Hall of Fame des courses américaines.                         

### Résumé de carrière
| Date         | Hippodrome      | Pays        | Course                       | Statut      | Distance    | Jockey        | Place       | Écart       | Vainqueur ou deuxième |
| 2000, 2 ans  | 2000, 2 ans     | 2000, 2 ans | 2000, 2 ans                  | 2000, 2 ans | 2000, 2 ans | 2000, 2 ans   | 2000, 2 ans | 2000, 2 ans | 2000, 2 ans           |
| ------------ | --------------- | ----------- | ---------------------------- | ----------- | ----------- | ------------- | ----------- | ----------- | --------------------- |
| 12 août      | Del Mar         | États-Unis  | Maiden                       |             | 1 300 m     | Y. Take       | 2e / 11     | 5 ½         | High Cascade          |
| 26 août      | Del Mar         | États-Unis  | Maiden                       |             | 1 400 m     | V. Espinoza   | 1er / 7     | 2           | High and Low Vixen    |
| 16 septembre | Turfway Park    | États-Unis  | Kentucky Cup Juvenile Stakes | Gr. 3       | 1 700 m     | S. Sellers    | 1er / 11    | 3 ½         | Holiday Thunder       |
| 14 octobre   | Belmont Park    | États-Unis  | Champagne Stakes             | Gr. 1       | 1 700 m     | K. Desormeaux | 2e / 10     | 1 ¾         | AP Valentine          |
| 4 novembre   | Churchill Downs | États-Unis  | Breeders' Cup Juvenile       | Gr. 1       | 1 700 m     | G. Stevens    | 2e / 14     | nez         | Macho Uno             |
| 16 décembre  | Hollywood Park  | États-Unis  | Hollywood Futurity           | Gr. 1       | 1 700 m     | G. Stevens    | 1er / 4     | 1           | Millennium Wind       |
| 2001, 3 ans  |                 |             |                              |             |             |               |             |             |                       |
| 17 mars      | Santa Anita     | États-Unis  | San Felipe Stakes            | Gr. 2       | 1 700 m     | G. Stevens    | 1er / 8     | 2 ¼         | I Love Silver         |
| 7 avril      | Santa Anita     | États-Unis  | Santa Anita Derby            | Gr. 1       | 1 800 m     | G. Stevens    | 1er / 6     | 5 ½         | Crafty CT             |
| 5 mai        | Churchill Downs | États-Unis  | Kentucky Derby               | Gr. 1       | 2 000 m     | G. Stevens    | 5e / 17     | 11 ¾        | Monarchos             |
| 19 mai       | Pimlico         | États-Unis  | Preakness Stakes             | Gr. 1       | 1 900 m     | G. Stevens    | 1er / 11    | 2 ¼         | AP Valentine          |
| 9 juin       | Belmont Park    | États-Unis  | Belmont Stakes               | Gr. 1       | 2 400 m     | G. Stevens    | 1er / 9     | 12 ¼        | AP Valentine          |
| 5 août       | Monmouth Park   | États-Unis  | Haskell Invitation Handicap  | Gr. 1       | 1 800 m     | G. Stevens    | 1er / 6     | 1/2         | Touch Tone            |
| 25 août      | Saratoga        | États-Unis  | Travers Stakes               | Gr. 1       | 2 000 m     | G. Stevens    | 1er / 9     | 3 ½         | E Dubai               |

## Au haras
Installé au grand haras de Three Chimney dans le Kentucky, Point Given est très attendu pour ses débuts en tant qu'étalon. Pour preuve, syndiqué pour quelque 50 millions de dollars, il est proposé pour sa première année à $ 125 000 la saillie. Déception. Quinze ans plus tard, pour s'offrir une saillie de Point Given, transféré entre-temps à Calumet Farm, une autre place forte de l'élevage américain, il suffit de débourser $ 5 000. L'étalon a donné tout de même quelques chevaux de valeur tels Sealy Hill, cheval de l'année au Canada, Go Between, vainqueur du Pacific Classic ou Coil, lauréat des Haskell Stakes. 
Retiré de la monte en 2017, il termine sa vie au Kentucky Horse Park, une sorte de maison de retraite pour champions ouverte au public, et y meurt le 11 septembre 2023. 

## Origines
Point Given a largement contribué à offrir à son père Thunder Gulch le titre de Champion Sire aux États-Unis en 2001. Thunder Gulch fut lui-même un champion classique et comme son fils il a remporté les Travers Stakes et deux des trois épreuves de la Triple Couronne, en ce qui le concerne le Kentucky Derby et les Belmont Stakes en 1995, terminant troisième des Preakness Stakes. 
Turko's Turn, la mère, était une jument utile au niveau des stakes. Poulinière, elle s'est montrée d'une remarquable régularité, seuls deux de ses quinze produits ne gagnant pas un centime. Turko's Turn changea de main plusieurs fois : vendue pour $ 130000 en 1996 à sa sortie d'entraînement (elle avait 4 ans), puis $ 160000 en 1998 lorsque Ahmed bin Salman en fit l'acquisition, elle est repassée sur le ring en 2003, après les exploits de son fils, et cette fois fit monter les enchères à 2 millions de dollars. Sœur de l'utile U R Unforgetable (par Congrats), placé au niveau groupe 3, Turko's Turn se recommande de sa mère Turbo Launch, elle-même sœur de Dignitas, vainqueur du Derby de l'Illinois, et de Explosive Girl, une bonne jument de gros handicaps américains.  

### Pedigree
| Origines de Point Given (USA), mâle alezan né en 1998 | Origines de Point Given (USA), mâle alezan né en 1998 | Origines de Point Given (USA), mâle alezan né en 1998 | Origines de Point Given (USA), mâle alezan né en 1998 |
| ----------------------------------------------------- | ----------------------------------------------------- | ----------------------------------------------------- | ----------------------------------------------------- |
| Père Thunder Gulch                                    | Gulch                                                 | Mr. Prospector                                        | Raise a Native                                        |
| Père Thunder Gulch                                    | Gulch                                                 | Mr. Prospector                                        | Gold Digger                                           |
| Père Thunder Gulch                                    | Gulch                                                 | Jameela                                               | Rambunctious                                          |
| Père Thunder Gulch                                    | Gulch                                                 | Jameela                                               | Asbury Mary                                           |
| Père Thunder Gulch                                    | Line of Thunder                                       | Storm Bird                                            | Northern Dancer                                       |
| Père Thunder Gulch                                    | Line of Thunder                                       | Storm Bird                                            | South Ocean                                           |
| Père Thunder Gulch                                    | Line of Thunder                                       | Shoot A Line                                          | High Line                                             |
| Père Thunder Gulch                                    | Line of Thunder                                       | Shoot A Line                                          | Death Ray                                             |
| Mère Turko's Turn                                     | Turkoman                                              | Alydar                                                | Raise a Native                                        |
| Mère Turko's Turn                                     | Turkoman                                              | Alydar                                                | Sweet Tooth                                           |
| Mère Turko's Turn                                     | Turkoman                                              | Taba                                                  | Table Play                                            |
| Mère Turko's Turn                                     | Turkoman                                              | Taba                                                  | Filipina                                              |
| Mère Turko's Turn                                     | Turbo Launch                                          | Relaunch                                              | In Reality                                            |
| Mère Turko's Turn                                     | Turbo Launch                                          | Relaunch                                              | Foggy Note                                            |
| Mère Turko's Turn                                     | Turbo Launch                                          | David's Tobin                                         | Tobin Bronze                                          |
| Mère Turko's Turn                                     | Turbo Launch                                          | David's Tobin                                         | Restless Love (famille 2-n)                           |